# Гарсия, Роберто (боксёр)
Роберто Гарсия (англ. Roberto Garcia; 29 января 1975; Сан-Педро, США) — американский боксёр и тренер мексиканского происхождения. Экс-чемпион мира во 2-м полулёгком весе.
Тренер года (2012) по версии BWAA.
Является старшим братом Мигеля Анхеля Гарсии.

## Карьера боксёра
Дебютировал на профессиональном ринге 15 июля 1992 года, одержав победу нокаутом во 2-м раунде.
29 июля 1995 года нокаутировал в 12-м раунде бывшего претендента на титул чемпиона мира в полулёгком и втором полулёгком весах американца Франсиско Сегуру.

### Чемпионский бой с Гарольдом Уорреном
13 марта 1998 года встретился с американцем Гарольдом Уорреном в бою за вакантный титул чемпиона мира во втором полулёгком весе по версии IBF. Поединок продлился все 12 раундов. Судьи единогласно отдали победу Гарсии: 119/109 и 116/112 (дважды).

### Защиты титула
24 октября 1998 года нокаутировал в 5-м раунде кубинца Рамона Ледона, нанеся тому первое поражение в карьере.
16 января 1999 года победил по очкам экс-чемпиона мира во 2-м полулёгком весе пуэрториканца Джон Джона Молину.

### Потеря титула
23 октября 1999 года потерял свой титул в бою против Диего Корралеса. Гарсия проиграл техническим нокаутом в 7-м раунде.

### Чемпионский бой сХоэлем Касамайором
6 января 2001 года вышел на бой против чемпиона мира во втором полулёгком весе по версии WBA кубинца Хоэля Касамайора. Действующий чемпион одержал победу техническим нокаутом в 9-м раунде.
22 сентября 2001 года Гарсия одержал победу техническим нокаутом в 4-м раунде над малоизвестным Джоном Триггом и, после этого, ушёл из бокса.

## Статистика боёв
В таблице перечислены результаты всех поединков боксёров.
В каждой строке указан результат поединка. Дополнительно номер поединка обозначен цветом, который обозначает итог поединка. Расшифровка обозначений и цветов представлена в нижеследующей таблице.
| Пример | Расшифровка                     |
| ------ | ------------------------------- |
|        | Победа                          |
|        | Ничья                           |
|        | Поражение                       |
|        | Планируемый поединок            |
|        | Поединок признан несостоявшимся |
| КО     | Нокаут                          |
| ТКО    | Технический нокаут              |
| PTS    | Решение судей (по очкам)        |
| UD     | Единогласное решение судей      |
| MD     | Решение большинства судей       |
| SD     | Раздельное решение судей        |
| RTD    | Отказ от продолжения боя        |
| DQ     | Дисквалификация                 |
| NC     | Поединок признан несостоявшимся |

| Бой | Дата             | Соперник                   | Место проведения                                      | Результат  | Примечание |
| --- | ---------------- | -------------------------- | ----------------------------------------------------- | ---------- | --- |
| 37  | 22 сентября 2001 | Джон Тригг (6-11-4)        | Mandalay Bay Resort & Casino, Лас-Вегас, Невада, США  | TKO4 (6)   | |
| 36  | 6 января 2001    | Хоэль Касамайор (23-0-0)   | Texas Station Casino, Лас-Вегас, Невада, США          | TKO9 (12)  | Чемпион мира во 2-м полулёгком весе по версии WBA (3-я защита Касамайора).                                                                                       |
| 35  | 29 июля 2000     | Сандро Маркос (19-6-2)     | Veteran’s Memorial Coliseum, Финикс, Аризона, США     | UD8 (8)    | |
| 34  | 3 июня 2000      | Бен Таки (19-1-0)          | MGM Grand, Лас-Вегас, Невада, США                     | TKO10 (10) | |
| 33  | 23 октября 1999  | Диего Корралес (28-0-0)    | MGM Grand, Лас-Вегас, Невада, США                     | TKO7 (12)  | Чемпион мира во 2-м полулёгком весе по версии IBF (3-я защита Гарсии).                                                                                           |
| 32  | 16 января 1999   | Джон Джон Молина (45-5-0)  | MGM Grand, Лас-Вегас, Невада, США                     | UD12 (12)  | Чемпион мира во 2-м полулёгком весе по версии IBF (2-я защита Гарсии). Счёт судей: 115/112 (все).                                                                |
| 31  | 24 октября 1998  | Рамон Ледон (12-0-1)       | Trump Taj Mahal, Атлантик-Сити, Нью-Джерси, США       | KO5 (12)   | Чемпион мира во 2-м полулёгком весе по версии IBF (1-я защита Гарсии). Гарсия в нокдауне во 2-м раунде. Ледон в нокдауне один раз в 4-м и два раза в 5-м раунде. |
| 30  | 13 марта 1998    | Гарольд Уоррен (39-9-0)    | Miccosukee Indian Gaming Resort, Майами, Флорида, США | UD12 (12)  | Вакантный титул чемпиона мира во 2-м полулёгком весе по версии IBF. Счёт судей: 119/109 и 116/112 (дважды).                                                      |
| 29  | 19 июля 1997     | Рой Симпсон (13-25-1)      | Arena, Нашвилл, Теннесси, США                         | TKO1       | |
| 28  | 28 июня 1997     | Анхель Альдама (29-14-1)   | MGM Grand, Лас-Вегас, Невада, США                     | TKO5       | |
| 27  | 7 декабря 1996   | Рамон Санчес (3-9-1)       | Fantasy Springs Casino, Индио, Калифорния, США        | KO2        | |
| 26  | 13 октября 1996  | Хосе Эррера (3-21-0)       | Port Hueneme, Калифорния, США                         | TKO4       | |
| 25  | 29 июня 1996     | Хосе Луис Мадрид (19-12-1) | Fantasy Springs Casino, Индио, Калифорния, США        | KO3        | |
| 24  | 23 марта 1996    | Дэррил Пинкни (21-20-2)    | Miami Arena, Майами, Флорида, США                     | UD12 (12)  | Титул NABF во 2-м полулёгком весе (2-я защита Гарсии). |
| 23  | 27 января 1996   | Эдуардо Монтес (15-11-2)   | Veteran’s Memorial Coliseum, Финикс, Аризона, США     | TKO4 (10)  | |
| 22  | 29 июля 1995     | Франсиско Сегура (26-7-1)  | Freeman Coliseum, Сан-Антонио, Техас, США             | TKO12 (12) | Титул NABF во 2-м полулёгком весе (1-я защита Гарсии). |
| 21  | 21 апреля 1995   | Джулиан Уилер (11-0-0)     | Arizona Charlie’s, Лас-Вегас, Невада, США             | UD12 (12)  | Вакантный титул NABF во 2-м полулёгком весе. Счёт судей: 117/111 и 118/110 (дважды).                                                                             |
| 20  | 21 марта 1995    | Исраель Гонсалес (1-8-0)   | Arizona Charlie’s, Лас-Вегас, Невада, США             | TKO4 (8)   | |
| 19  | 18 февраля 1995  | Лоренсо Тиснадо (21-11-2)  | MGM Grand, Лас-Вегас, Невада, США                     | TKO7 (10)  | |
| 18  | 10 декабря 1994  | Роберто Вильяреал (19-5-1) | Olympic Auditorium, Лос-Анджелес, Калифорния, США     | TKO5       | |
| 17  | 18 ноября 1994   | Деррик Гейнер (12-2-0)     | MGM Grand, Лас-Вегас, Невада, США                     | UD10 (10)  | Счёт судей: 96/93 и 95/94 (дважды). |
| 16  | 24 сентября 1994 | Бобби Брьюр (16-15-0)      | Olympic Auditorium, Лос-Анджелес, Калифорния, США     | KO3 (10)   | |
| 15  | 27 августа 1994  | Фрэнк Авелар (16-5-0)      | Olympic Auditorium, Лос-Анджелес, Калифорния, США     | KO2 (10)   | |
| 14  | 29 июля 1994     | Орландо Юседа (0-1-1)      | MGM Grand, Лас-Вегас, Невада, США                     | TKO6 (8)   | |
| 13  | 24 июня 1994     | Рауль Контрерас (5-8-1)    | Olympic Auditorium, Лос-Анджелес, Калифорния, США     | KO6        | |
| 12  | 20 мая 1994      | Габриэль Кастро (3-12-1)   | Olympic Auditorium, Лос-Анджелес, Калифорния, США     | PTS6 (6)   | |
| 11  | 12 марта 1994    | Хосе Эррера (2-14-0)       | Olympic Auditorium, Лос-Анджелес, Калифорния, США     | PTS6 (6)   | |
| 10  | 4 февраля 1994   | Джеймс Дин (9-5-0)         | Civic Auditorium, Окснард, Калифорния, США            | KO2 (8)    | |
| 9   | 9 января 1994    | Эктор Диас (4-21-1)        | Del Mar, Калифорния, США                              | KO2        | |
| 8   | 23 декабря 1993  | Агапито Наварро (0-7-0)    | Barona Casino, Калифорния, США                        | KO1        | |
| 7   | 30 октября 1993  | Фред Эрнандес (13-14-0)    | America West Arena, Финикс, Аризона, США              | TKO3       | |
| 6   | 5 августа 1993   | Абель Инохоса (4-3-1)      | Aladdin Hotel & Casino, Лас-Вегас, Невада, США        | TKO1 (6)   | |
| 5   | 22 марта 1993    | Виктор Флорес (2-6-1)      | Great Western Forum, Инглвуд, Калифорния, США         | UD6 (6)    | |
| 4   | 1 марта 1993     | Франсиско Арройо (дебют)   | Great Western Forum, Инглвуд, Калифорния, США         | RTD5 (6)   | |
| 3   | 20 ноября 1992   | Джун Пит Хиташи (1-2-0)    | Metropolitan Gym, Токио, Япония                       | TKO5       | |
| 2   | 5 сентября 1992  | Икума Шигехара (0-3-1)     | Токио, Япония                                         | KO2        | |
| 1   | 15 июля 1992     | Цутому Хитоно (дебют)      | International Center, Фукуока, Фукуока, Япония        | KO2        | |
| Бой | Дата             | Соперник                   | Место проведения                                      | Результат  | Примечание |

## Карьера тренера
В данный момент Гарсия работает в собственном боксёрском зале в Окснарде, Калифорния.

### Наиболее известные боксёры, с которыми работал Гарсия[10]
- Антонио Маргарито
- Брайан Вилория
- Брэндон Риос
- Евгений Градович
- Келли Павлик
- Маркос Майдана
- Мигель Анхель Гарсия
- Нонито Донэр
- Стивен Луэвано
- Томас Дюлорме
- Хоан Гузман

## Достижения

### В качестве боксёра
- Чемпион мира во второй полулёгкой весовой категории (IBF, 1998—1999).

### В качестве тренера
- Тренер года по версии BWAA (1): 2012.